# Bahnstrecke Železná Ruda–Plzeň
| Kursbuchstrecke (SŽ): | 183                                  |                                                                       |                                                                       |
| Streckenlänge: | 97,352 km                            |                                                                       |                                                                       |
| Spurweite: | 1435 mm (Normalspur)                 |                                                                       |                                                                       |
| Stromsystem: | Klatovy–Plzeň hl. n.: 25 kV, 50 Hz ~ |                                                                       |                                                                       |
| Maximale Neigung: | 21,7 ‰                               |                                                                       |                                                                       |
| Streckengeschwindigkeit: | 90 km/h                              |                                                                       |                                                                       |
| |                                      |                                                                       |                                                                       |
| \| \| \| von Landshut (Bay) Hbf (vorm. BOB) \| \| \| \| 0,000 \| Staatsgrenze Tschechien–Deutschland (im Bahnhof) \| Staatsgrenze Tschechien–Deutschland (im Bahnhof) \| \| \| 0,000 \| Železná Ruda-Alžbětín früher Eisenstein \| 725 m \| \| \| 0,157 \| vlečka Lesní společnost Železná Ruda \| vlečka Lesní společnost Železná Ruda \| \| \| 3,330 \| Železná Ruda centrum \| 775 m \| \| \| 3,710 \| Železnorudský (Eisensteiner Tunnel; 198 m) \| Železnorudský (Eisensteiner Tunnel; 198 m) \| \| \| 4,382 \| Železná Ruda město früher Markt Eisenstein \| 790 m \| \| \| 7,521 \| Špičák früher Spitzberg \| 840 m \| \| \| 8,736 \| Špičácký (Spitzbergtunnel; 1747 m) \| Špičácký (Spitzbergtunnel; 1747 m) \| \| \| 11,300 \| Hojsova Stráž-Brčálník \| 815 m \| \| \| 15,971 \| Hamry-Hojsova Stráž früher Hammern-Eisenstrass \| 740 m \| \| \| 23,322 \| Zelená Lhota früher Grün \| 630 m \| \| \| 25,516 \| Milenecký (165 m) \| Milenecký (165 m) \| \| \| 30,123 \| Dešenice früher Deschenitz \| 525 m \| \| \| 33,958 \| Nýrsko früher Neuern \| 465 m \| \| \| \| ehemalige Protektoratsgrenze (1938–1945) \| \| \| \| 37,308 \| Petrovice nad Úhlavou früher Petrowitz a. d. Angel \| 440 m \| \| \| \| von Domažlice (vorm. Böhmisch-Mährische Transversalbahn) \| \| \| \| 41,518 \| Janovice nad Úhlavou früher Janowitz \| 415 m \| \| \| 45,523 \| Bezděkov u Klatov früher Bezděkau \| 400 m \| \| \| 49,181 \| Klatovy früher Klattau \| 400 m \| \| \| \| nach Horažďovice předměstí (vorm. Böhmisch-Mährische Transversalbahn) \| \| \| \| 53,465 \| Točník \| 405 m \| \| \| 56,989 \| Dehtín \| 390 m \| \| \| 59,733 \| Švihov u Klatov früher Schwihau \| 385 m \| \| \| 62,605 \| Červené Poříčí früher Roth Poritschen \| 375 m \| \| \| 66,381 \| Borovy früher Borow \| 365 m \| \| \| 69,065 \| Lužany früher Lužan i. B. \| 365 m \| \| \| 72,446 \| Přeštice früher Přeštitz \| 375 m \| \| \| 75,950 \| Přeštice zastávka früher Dneschitz-Zerowitz \| 380 m \| \| \| 78,688 \| Chlumčany u Dobřan \| 375 m \| \| \| ~ 79,600 \| ehemalige Protektoratsgrenze (1938–1945) \| ehemalige Protektoratsgrenze (1938–1945) \| \| \| 82,972 \| Dobřany früher Dobrzan \| 340 m \| \| \| 86,200 \| Dobřany zastávka \| 330 m \| \| \| ~ 89,000 \| ehemalige Protektoratsgrenze (1938–1945) \| ehemalige Protektoratsgrenze (1938–1945) \| \| \| \| von Nýřany (vorm. Sulkover Montanbahn) \| \| \| \| 89,943 \| Plzeň-Valcha früher Littitz \| 330 m \| \| \| 94,047 \| Plzeň-Doudlevce \| 330 m \| \| \| 95,893 \| Plzeň zastávka \| 330 m \| \| \| \| von Furth im Wald (vorm. BWB) \| \| \| \| \| von Cheb (vorm. KFJB) \| \| \| \| 97,352 \| Plzeň hlavní nádraží früher Pilsen \| 325 m \| \| \| \| nach České Budějovice (vorm. KFJB) \| \| \| \| \| nach Praha-Smíchov (vorm. BWB) \| \| \| \| \| nach Obrnice (–Duchcov) (vorm. EPPK) \| \| \| \| \| \| \| \| Frühere Betriebsstellennamen Stand 1913.[1][2][3][4] \| \| \| \| |                                      |                                                                       |                                                                       |
| Strecke |                                      | von Landshut (Bay) Hbf (vorm. BOB)                                    | von Landshut (Bay) Hbf (vorm. BOB)                                    |
| Grenze | 0,000                                | Staatsgrenze Tschechien–Deutschland (im Bahnhof)                      | Staatsgrenze Tschechien–Deutschland (im Bahnhof)                      |
| Bahnhof | 0,000                                | Železná Ruda-Alžbětín früher Eisenstein                               | 725 m                                                                 |
| Abzweig geradeaus und nach links | 0,157                                | vlečka Lesní společnost Železná Ruda                                  | vlečka Lesní společnost Železná Ruda                                  |
| Haltepunkt / Haltestelle | 3,330                                | Železná Ruda centrum                                                  | 775 m                                                                 |
| Tunnel | 3,710                                | Železnorudský (Eisensteiner Tunnel; 198 m)                            | Železnorudský (Eisensteiner Tunnel; 198 m)                            |
| Haltepunkt / Haltestelle | 4,382                                | Železná Ruda město früher Markt Eisenstein                            | 790 m                                                                 |
| Bahnhof | 7,521                                | Špičák früher Spitzberg                                               | 840 m                                                                 |
| Tunnel | 8,736                                | Špičácký (Spitzbergtunnel; 1747 m)                                    | Špičácký (Spitzbergtunnel; 1747 m)                                    |
| Haltepunkt / Haltestelle | 11,300                               | Hojsova Stráž-Brčálník                                                | 815 m                                                                 |
| Bahnhof | 15,971                               | Hamry-Hojsova Stráž früher Hammern-Eisenstrass                        | 740 m                                                                 |
| Bahnhof | 23,322                               | Zelená Lhota früher Grün                                              | 630 m                                                                 |
| Tunnel | 25,516                               | Milenecký (165 m)                                                     | Milenecký (165 m)                                                     |
| Haltepunkt / Haltestelle | 30,123                               | Dešenice früher Deschenitz                                            | 525 m                                                                 |
| Bahnhof | 33,958                               | Nýrsko früher Neuern                                                  | 465 m                                                                 |
| Grenze |                                      | ehemalige Protektoratsgrenze (1938–1945)                              | ehemalige Protektoratsgrenze (1938–1945)                              |
| Haltepunkt / Haltestelle | 37,308                               | Petrovice nad Úhlavou früher Petrowitz a. d. Angel                    | 440 m                                                                 |
| Abzweig geradeaus und von links |                                      | von Domažlice (vorm. Böhmisch-Mährische Transversalbahn)              | von Domažlice (vorm. Böhmisch-Mährische Transversalbahn)              |
| Bahnhof | 41,518                               | Janovice nad Úhlavou früher Janowitz                                  | 415 m                                                                 |
| Haltepunkt / Haltestelle | 45,523                               | Bezděkov u Klatov früher Bezděkau                                     | 400 m                                                                 |
| Bahnhof | 49,181                               | Klatovy früher Klattau                                                | 400 m                                                                 |
| Abzweig geradeaus und nach rechts |                                      | nach Horažďovice předměstí (vorm. Böhmisch-Mährische Transversalbahn) | nach Horažďovice předměstí (vorm. Böhmisch-Mährische Transversalbahn) |
| Haltepunkt / Haltestelle | 53,465                               | Točník                                                                | 405 m                                                                 |
| Haltepunkt / Haltestelle | 56,989                               | Dehtín                                                                | 390 m                                                                 |
| Bahnhof | 59,733                               | Švihov u Klatov früher Schwihau                                       | 385 m                                                                 |
| Haltepunkt / Haltestelle | 62,605                               | Červené Poříčí früher Roth Poritschen                                 | 375 m                                                                 |
| Haltepunkt / Haltestelle | 66,381                               | Borovy früher Borow                                                   | 365 m                                                                 |
| Haltepunkt / Haltestelle | 69,065                               | Lužany früher Lužan i. B.                                             | 365 m                                                                 |
| Bahnhof | 72,446                               | Přeštice früher Přeštitz                                              | 375 m                                                                 |
| Haltepunkt / Haltestelle | 75,950                               | Přeštice zastávka früher Dneschitz-Zerowitz                           | 380 m                                                                 |
| Bahnhof | 78,688                               | Chlumčany u Dobřan                                                    | 375 m                                                                 |
| Grenze | ~ 79,600                             | ehemalige Protektoratsgrenze (1938–1945)                              | ehemalige Protektoratsgrenze (1938–1945)                              |
| Bahnhof | 82,972                               | Dobřany früher Dobrzan                                                | 340 m                                                                 |
| Haltepunkt / Haltestelle | 86,200                               | Dobřany zastávka                                                      | 330 m                                                                 |
| Grenze | ~ 89,000                             | ehemalige Protektoratsgrenze (1938–1945)                              | ehemalige Protektoratsgrenze (1938–1945)                              |
| Abzweig geradeaus und ehemals von links |                                      | von Nýřany (vorm. Sulkover Montanbahn)                                | von Nýřany (vorm. Sulkover Montanbahn)                                |
| Bahnhof | 89,943                               | Plzeň-Valcha früher Littitz                                           | 330 m                                                                 |
| Haltepunkt / Haltestelle | 94,047                               | Plzeň-Doudlevce                                                       | 330 m                                                                 |
| Haltepunkt / Haltestelle | 95,893                               | Plzeň zastávka                                                        | 330 m                                                                 |
| Abzweig geradeaus und von links |                                      | von Furth im Wald (vorm. BWB)                                         | von Furth im Wald (vorm. BWB)                                         |
| Abzweig geradeaus und von links |                                      | von Cheb (vorm. KFJB)                                                 | von Cheb (vorm. KFJB)                                                 |
| Bahnhof | 97,352                               | Plzeň hlavní nádraží früher Pilsen                                    | 325 m                                                                 |
| Abzweig geradeaus und nach rechts |                                      | nach České Budějovice (vorm. KFJB)                                    | nach České Budějovice (vorm. KFJB)                                    |
| Abzweig geradeaus und nach rechts |                                      | nach Praha-Smíchov (vorm. BWB)                                        | nach Praha-Smíchov (vorm. BWB)                                        |
| Strecke |                                      | nach Obrnice (–Duchcov) (vorm. EPPK)                                  | nach Obrnice (–Duchcov) (vorm. EPPK)                                  |
| |                                      |                                                                       |                                                                       |
| Frühere Betriebsstellennamen Stand 1913. |                                      |                                                                       |                                                                       |

Die Bahnstrecke Železná Ruda–Plzeň ist eine Eisenbahnverbindung in Tschechien, die ursprünglich von der k.k. priv. Eisenbahn Pilsen–Priesen(–Komotau) (EPPK) als Teil ihrer Hauptverbindung erbaut und betrieben wurde. Sie schließt an der Staatsgrenze in Železná Ruda (Markt Eisenstein) an die Bahnstrecke Plattling–Bayerisch Eisenstein an und führt im Böhmerwald über Nýrsko (Neuern) und Klatovy (Klattau) nach Plzeň (Pilsen). 
Zwischen Klatovy und Plzeň ist die Strecke als gesamtstaatliche Bahn („celostátní dráha“) klassifiziert. Zwischen Železná Ruda und Klatovy wurde sie hingegen zur regionalen Bahn („regionální dráha“) abgestuft.

## Geschichte

### Vorgeschichte
Erste Planungen für eine Eisenbahnverbindung zwischen Bayern und Böhmen über den Böhmerwald stammten schon aus der Mitte des 19. Jahrhunderts, stellt doch die Strecke über Eisenstein den kürzesten Weg zwischen München und Prag dar. Am 21. Jänner 1851 wurde mit einem Staatsvertrag der Bau dreier grenzüberschreitender Eisenbahnverbindungen zwischen Österreich und Bayern vereinbart. Neben der Verbindung über Eisenstein waren in dem Vertragswerk auch die Strecken über Furth im Wald und Passau enthalten. Wegen der schwierigen Topografie im Böhmerwald kam es vorerst nicht zu einer Realisierung der Trasse über Eisenstein, zumal der österreichische Staat zu jener Zeit ein derartiges Projekt nicht selbst finanzieren konnte.
Am 28. Juni 1872 wurden der EPPK per Gesetz Zugeständnisse und Vergünstigungen zum Bau einer Locomotiv-Eisenbahn von Pilsen über Klattau an die böhmisch-bayrische Grenze bei Eisenstein gewährt. Unter anderem wurde den Aktionären der EPPK eine Befreiung von der Einkommensteuer für den Zeitraum von zehn Jahren ab Konzessionserteilung gewährt.
Am 13. November 1872 wurde der EPPK die Konzession für den Bau und Betrieb einer Locomotiv-Eisenbahn von Pilsen über Dobřan und Přeštitz nach Klattau und von da über Neuern nach der böhmisch-bayrischen Grenze bei Eisenstein erteilt.
Aus finanziellen Gründen wurden die Arbeiten zum Bau der Verbindung vorerst nicht aufgenommen. Am 10. April 1874 gewährte die österreichische Regierung der EPPK einen Vorschuss in Höhe von 7.000.000 fl. ö. W., um einen sofortigen Baubeginn zu erreichen. Am 23. April 1874 wurde mit dem Verwaltungsrat der EPPK ein Übereinkommen geschlossen, welches die Gewährung von Barvorschüssen in Banknoten in Höhe von 7.000.000 fl. ö. W. vorsah. Im Gegenzug erhielt der österreichische Staat Aktien der EPPK im gleichen Nennwert, welche voll dividendenberechtigt waren.

### Bau und Eröffnung
Am 6. Oktober 1876 wurde auf dem ersten Teilstück der Strecke zwischen Pilsen und Neuern der Verkehr aufgenommen . Im darauffolgenden Jahr, am 20. Oktober 1877, wurde das technisch anspruchsvollste Teilstück, die 30 km von Neuern durch den Böhmerwald nach Eisenstein, eröffnet. Der Spitzbergtunnel war anfangs der längste Tunnel in Österreich-Ungarn.
Auf der damaligen Grenze zwischen Bayern und Österreich bei Eisenstein wurde ein gemeinsamer Grenzbahnhof mit den Bayerischen Ostbahnen errichtet. Das Bahnhofsgebäude wurde genau auf der Grenze errichtet, die Gleisanlagen waren in einen österreichischen und einen bayerischen Abschnitt geteilt.
Ein kleines Teilstück innerhalb der Stadt Pilsen zur Anbindung der Strecke an den heutigen Hauptbahnhof vervollständigte die Strecke im Mai 1877.
Am 10. Oktober 1888 wurde der Verkehr auf der Strecke der Böhmisch-Mährischen Transversalbahn von Horaschdowitz (Horažďovice) über Klattau (Klatovy) und Janowitz an der Angel (Janovice nad Úhlavou) nach Taus aufgenommen. Diese Linie nutzt auf einer Länge von 7,6 km zwischen Klatovy und Janovice nad Úhlavou die Linie Pilsen–Eisenstein mit.

### Nach der Verstaatlichung

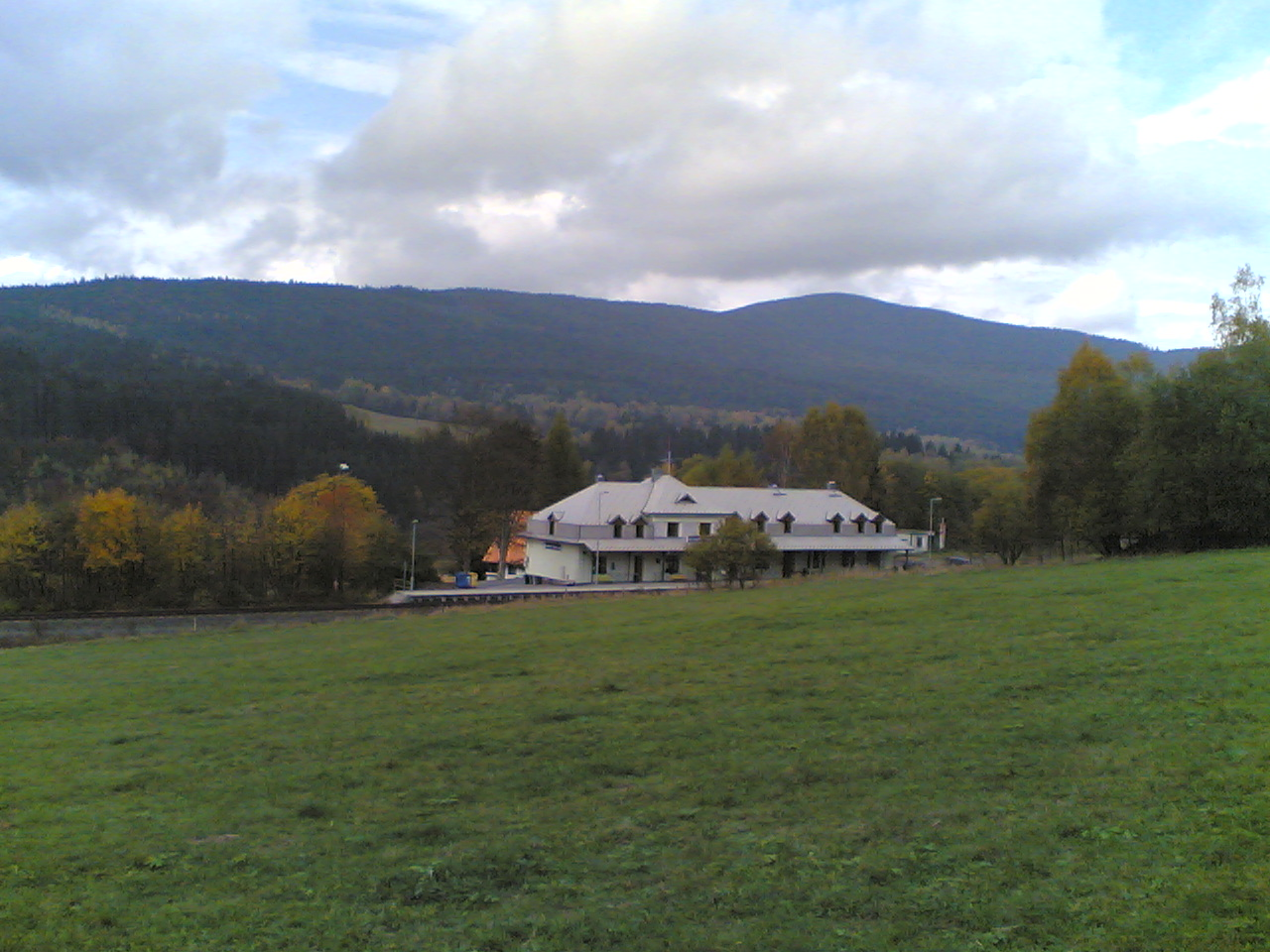
Haltepunkt Železná Ruda - město

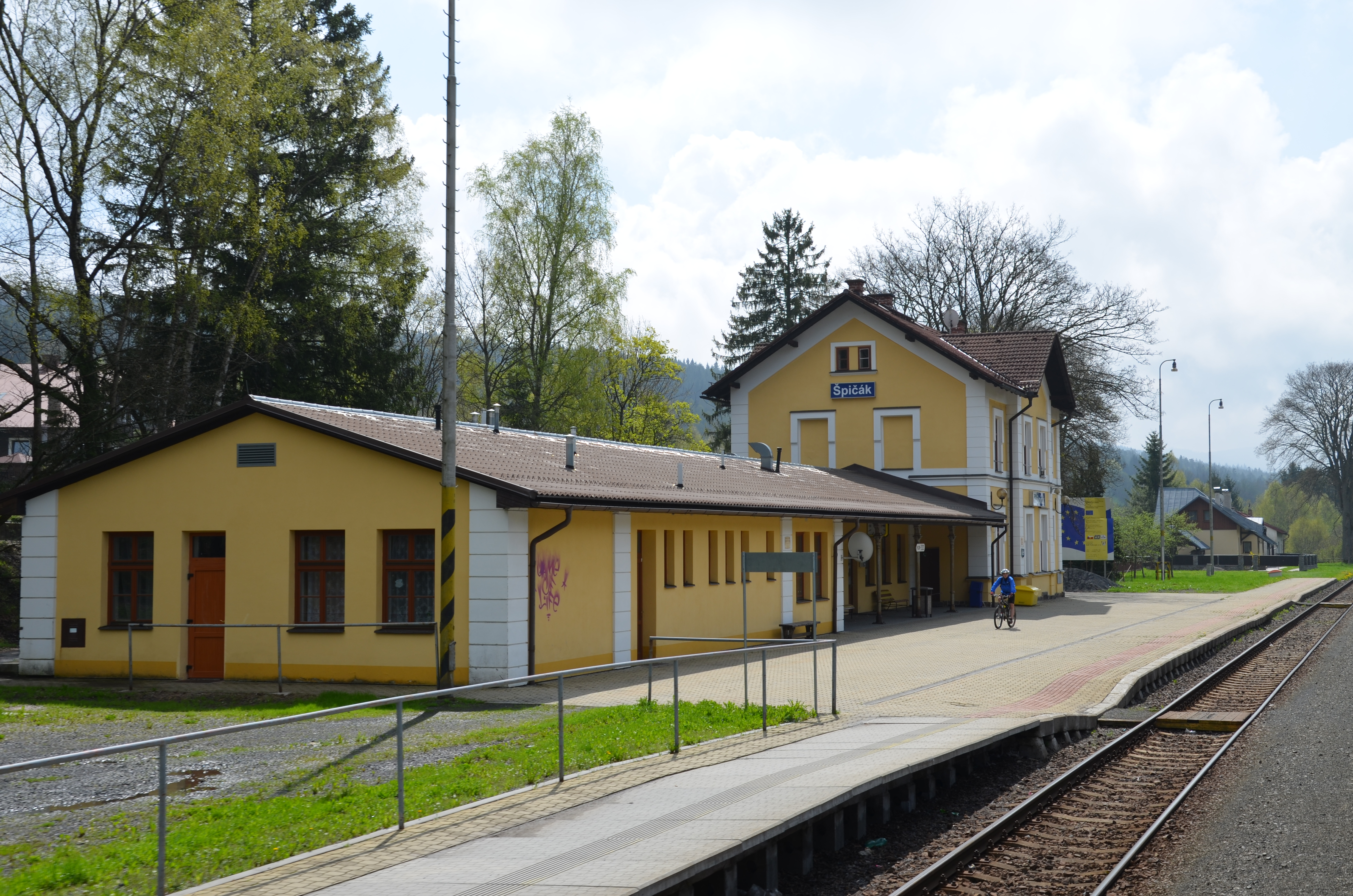
Bahnhof Špičák

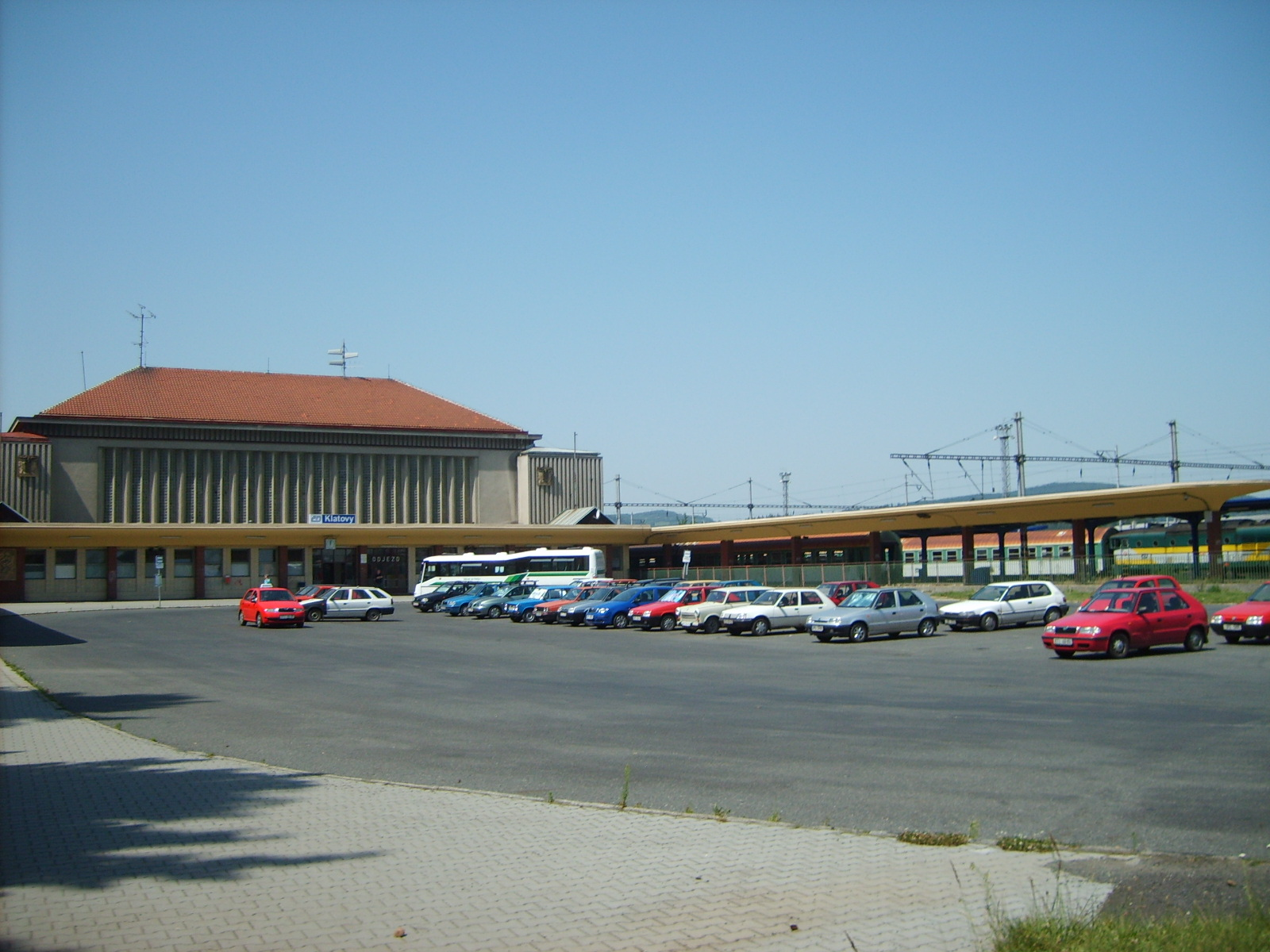
Bahnhof Klatovy

Nach der Verstaatlichung der EPPK ging die Strecke am 1. Jänner 1884 auf die k.k. Staatsbahnen (kkStB) über. Der Fahrplan von 1900 verzeichnet vier Personenzugpaare 1. bis 3. Klasse, die für die Gesamtstrecke etwa drei bis dreieinhalb Stunden benötigten. Weitere Züge verkehrten auf Teilstrecken, so zwischen Klattau und Pilsen.
Nach dem Ersten Weltkrieg traten an Stelle der kkStB die neu gegründeten Tschechoslowakischen Staatsbahnen (ČSD).
Infolge der Angliederung des Sudetenlandes an Deutschland im Herbst 1938 kam der Abschnitt von Eisenstein bis Neuern zur Deutschen Reichsbahn, Reichsbahndirektion Regensburg. Zum Grenzbahnhof wurde der Bahnhof Janowitz (Janovice nad Úhlavou) bestimmt. Im Reichskursbuch war die Verbindung unter der Kursbuchstrecke 426 Landshut (Bay)–Bayerisch Eisenstein–Janowitz (Angel)–Pilsen enthalten.
Kurz vor Ende des Zweiten Weltkriegs wurde der Bahnhof Klattau durch einen Luftangriff zerstört. Am 9. Mai 1945 kam die Strecke wieder vollständig zu den ČSD.

### Nach dem Zweiten Weltkrieg
Nach dem Zweiten Weltkrieg kam die Strecke wieder zur Gänze zu den ČSD. Im Winterfahrplan 1951/52 fuhren zehn Reisezüge von und nach Železná Ruda, darunter auch ein als Motorzug geführtes Schnellzugpaar nach Plzeň. Ein weiterer Motorschnellzug bediente die Relation Klatovy–Plzeň–Praha.
Am 3. September 1953 wurde die Verbindung nach Deutschland als Folge des Eisernen Vorhangs unterbrochen. Im Grenzbahnhof wurde quer zu den Gleisen ein Zaun errichtet, im Bahnhofsgebäude markierte eine Mauer die nun undurchdringliche Grenze. Die Reisezüge der ČSD endeten nun in der Haltestelle Železná Ruda město, was enorme betriebliche Probleme mit sich brachte. Da dort ein Umsetzen der Lokomotiven nicht möglich war, mussten fortan alle dort endenden Züge stets bis zum Bahnhof Špičák zurückgedrückt werden. Im Güterverkehr blieb die Strecke jedoch bis zur Grenze in Betrieb. Ein dort befindliches Sägewerk wurde weiterhin bedarfsweise mit Übergaben bedient.
Im Jahr 1959 wurde im Bahnhof Klatovy das neue Empfangsgebäude eingeweiht, welches den kriegszerstörten Vorgängerbau ersetzte.
Am 2. Juni 1991 wurde der grenzüberschreitende Reisezugverkehr wieder aufgenommen. Zuvor waren die jahrzehntelang durch einen Zaun unterbrochenen Gleise im Bahnhof Bayerisch Eisenstein/Železná Ruda wieder verbunden worden.
Anfang der 1990er Jahre wurde die Elektrifizierung und Modernisierung der Strecke zwischen Klatovy und Plzeň beschlossen. Am 21. September 1996 wurde dort der elektrische Betrieb aufgenommen. Bei allen Zügen ist seitdem ein Lokomotivwechsel in Klatovy notwendig. In den Jahren 2000 bis 2003 wurde die Strecke zwischen Železná Ruda und Špičák instand gesetzt.
Im Sommerfahrplan 2006 fuhren einige Züge der Bayerischen Waldbahn in der Relation Plattling–Špičák. Es verkehrten zudem im Zweistundentakt Schnellzüge zwischen Prag und Klatovy, die zum Teil bis Železná Ruda-Alžbětín durchgebunden waren. Daneben verkehrten Personenzügeim Zweistundentakt. Die Fahrzeiten betrugen zwischen Železná Ruda-Alžbětín und Plzeň etwa zwei Stunden. Diese lange Fahrzeit war durch das schwierige Streckenprofil im Gebirge, Wartezeiten wegen der Eingleisigkeit sowie durch den Lokomotivwechsel in Klatovy begründet.
Seit 2009 gibt es Planungen, das verbliebene Teilstück von Klatovy bis Železná Ruda-Alžbětín zu elektrifizieren. Zuvor sollen die Bahnsteige und die Strecke saniert werden. Es wurde mit Gesamtkosten von 700 Millionen Kronen gerechnet, davon alleine 215 Millionen Kronen für die Streckensanierung. Infolge der Streckensanierung erhalten Zelená Lhota, Hojsova Stráž-Brčálník, Janovice nad Úhlavou und Nýrsko jeweils neue 200 m lange Bahnsteige. Daneben soll die gesamte Strecke durch ein elektronisches Stellwerk von Klatovy aus gesteuert werden.
Ab Dezember 2013 sollten auf dieser Strecke zwischen Železná Ruda und Klatovy die Züge der Waldbahn im Zweistundentakt von Plattling aus durchgebunden werden. Die Inbetriebnahme dieser Durchbindung verschob sich jedoch. Später wurden diese Pläne ganz aufgegeben, so dass die Züge der Waldbahn weiter in Bayerisch Eisenstein enden.

### Ausblick
In den Jahren 2027 bis 2029 ist die Erneuerung und Modernisierung des Abschnittes zwischen Klatovy und Plzeň hl.n. geplant. Vorgesehen sind die Aufweitung einiger enger Gleisbögen, der Neubau der Haltestelle Plzeň-Valcha näher am namensgebenden Ort und die Anhebung der Streckengeschwindigkeit auf 100 km/h. Nach Abschluss der Arbeiten soll die planmäßige Fahrzeit der Reisezüge auf dem 48 Kilometer langen Abschnitt zwischen Klatovy und Plzeň hl.n. neun Minuten kürzer sein. Gerechnet wird mit Kosten von über 5,7 Milliarden Kronen.
Bis 2029 soll auch der Abschnitt Železná Ruda–Klatovy elektrifiziert werden, die Arbeiten sollen 2026 beginnen. Die gesamte Strecke soll zudem bis 2032 das europäische Zugsicherungssystem ETCS erhalten.

## Streckenbeschreibung

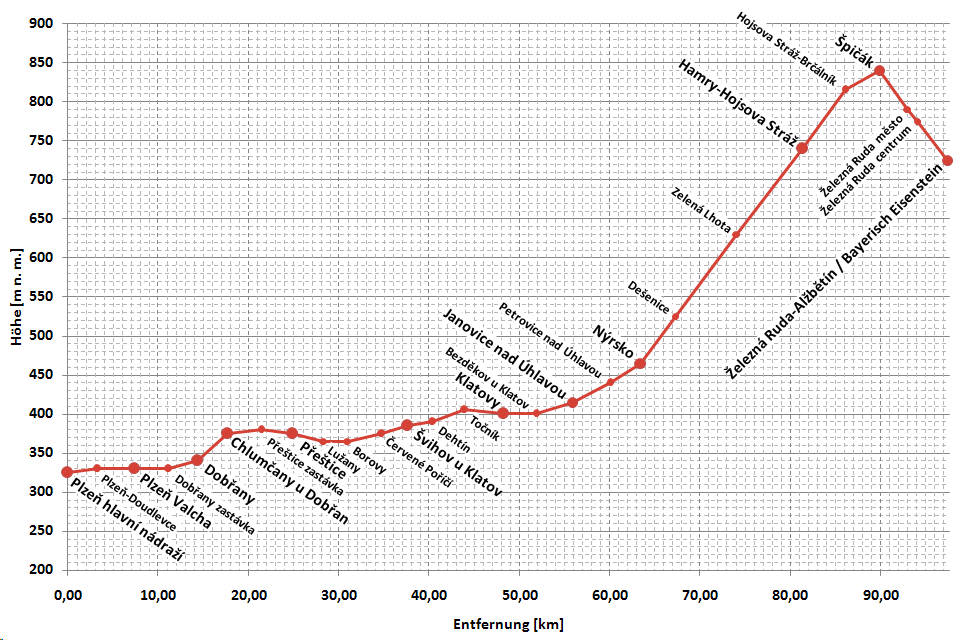
Vereinfachtes Höhenprofil der Strecke

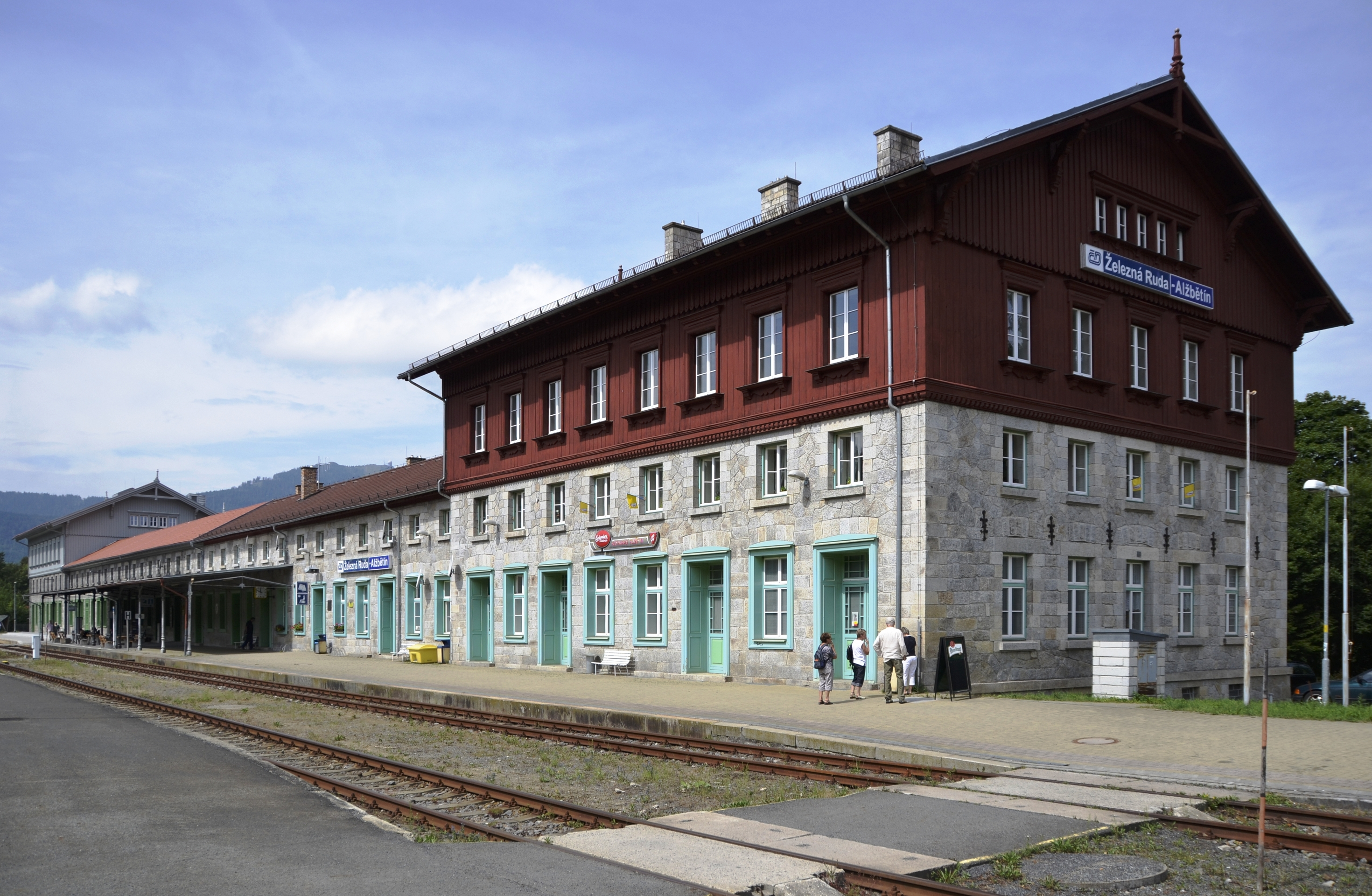
Grenzbahnhof Bayerisch Eisenstein / Železná Ruda-Alžbětín (2013)

Ihren Beginn hat die Strecke im Gemeinschaftsbahnhof Bayerisch Eisenstein / Železná Ruda-Alžbětín direkt an der deutsch-tschechischen Staatsgrenze. Von dort führt sie zunächst ansteigend über Železná Ruda bis zum Scheitelpunkt am Bahnhof Špičák in 840 Metern Höhe. Der Kamm des Böhmerwaldes wird hier im 1747 Meter langen Spitzbergtunnel unterquert. Dieses Bauwerk war bis 2007 der längste Eisenbahntunnel in Tschechien. Bis Nýrsko führt die Strecke auf der Ostflanke des Böhmerwaldes in vielen Kehren stetig talwärts. In Janovice nad Úhlavou mündet die von Domažlice kommende – heute nur dem regionalen Verkehr dienende – Strecke der ehemaligen Böhmischen-Mährischen Transversalbahn ein. Bis Pilsen folgt die Strecke den Tälern der Úhlava und der Radbuza. Gemeinsam mit den Strecken von Cheb und Domažlice mündete die Strecke in den Pilsener Hauptbahnhof.